# Hakuhō Shō
Hakuhō Shō (白鵬 翔 sinh ngày 11 tháng 3 năm 1985 với tên khai sinh Mönkhbatyn Davaajargal, tiếng Mông Cổ: Мөнхбатын Даваажаргал) là một lực sĩ sumo chuyên nghiệp (rikishi) người Mông Cổ.

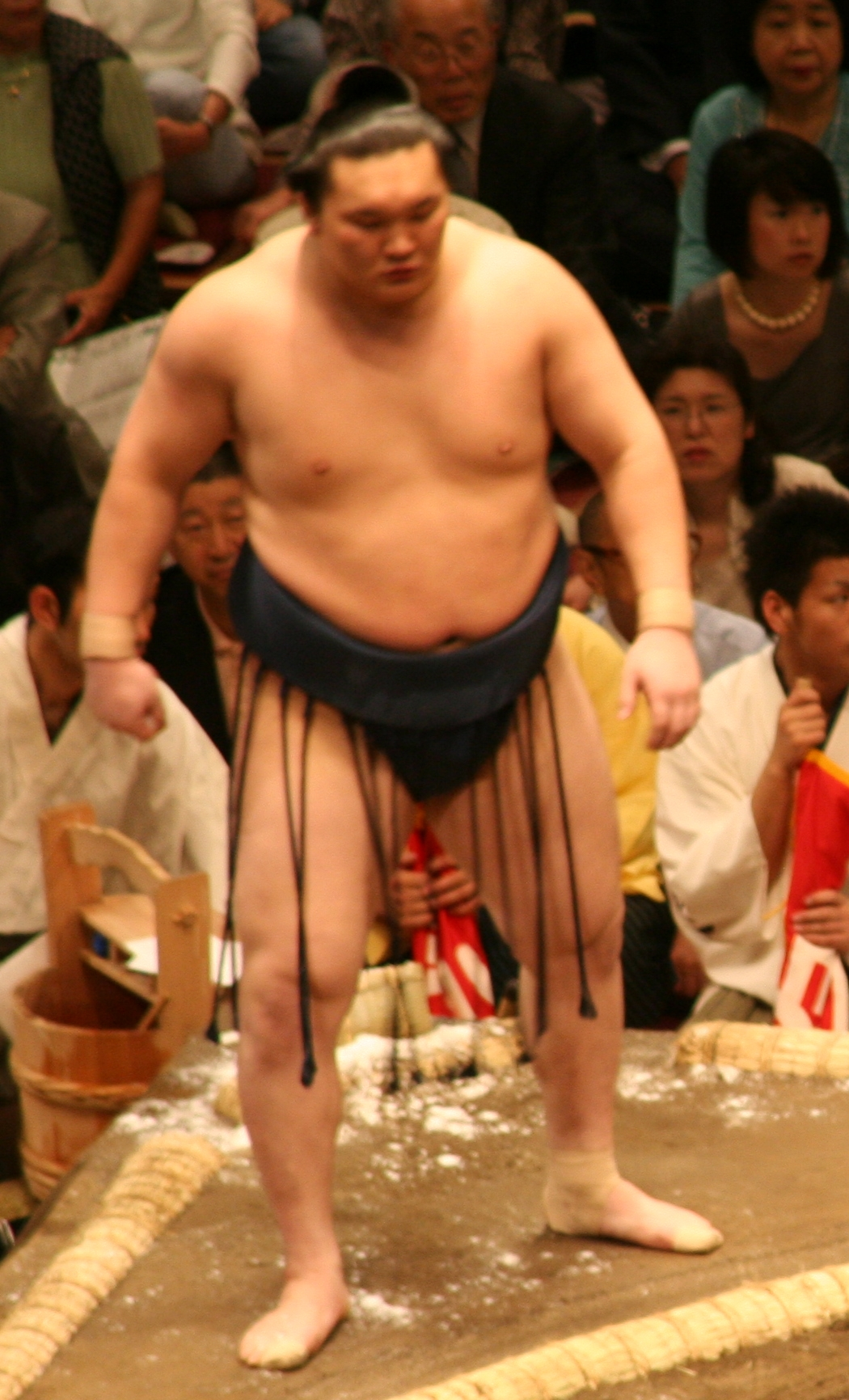
Hakuhō Shō

Anh là người Mông Cổ thứ hai được phong cấp yokozuna (người đầu tiên là Asashōryū Akinori).

## Tiểu sử
- Năm 1985, ngày 11 tháng 3: Chào đời tại Ulan Bator, Mông Cổ. Tên thật là Mönkhbatyn Davaajargal (tiếng Mông Cổ: Мөнхбатын Даваажаргал).
- Lúc nhỏ: học đấu vật Mông Cổ và vật tự do. Cha của anh, ông Jigjid Mönkhbat, đã từng đoạt huy chương bạc môn vật tự do hạng cân vừa tại Olympic mùa hè 1968.
- Năm 2000: tới Nhật Bản học Sumo. Lúc đó anh mới chỉ nặng 65 kg và không lò võ sumo (heya) nào muốn nhận anh. Một lực sĩ sumo tiền bối người Mông Cổ là Kyokushūzan Noboru đã thuyết phục được lò võ mà anh theo học trước đó là lò Miyagino nhận chàng trai Mông Cổ mới sang vào luyện. Anh có tên thi đầu là Hakuhō (kanji: 白鵬, nghĩa là "đại bàng trắng").

## Thành tích thi đấu
- Năm 2001: lần đầu tiên tham gia giải thi đấu Sumo nhà nghề tại mùa giải tháng 3 ở Osaka. Cùng với kỹ thuật ngày một tiến bộ và cân nặng ngày một tăng, càng ngày Hakuhō càng giành được nhiều chiến thắng.
- Năm 2006: tháng 3, Hakuhō được phong lên cấp Ōzeki; mùa giải tháng 5 tại Tokyo, anh giành chức vô địch đầu tiên.
- Năm 2007: anh liên tiếp hai lần vô dịch tại các mùa giải tháng 3 và tháng 5 nên được phong lên cấp Yokozuna. Các mùa giải tháng 9 và tháng 11, anh lại tiếp tục vô địch.
- Năm 2008: mùa giải tháng 1 tại Tokyo, Hakuhō chỉ thua một trận, và thắng 14 trận trong đó có trận thắng yokozuna đồng hương người Mông Cổ là Asashōryū. Các mùa giải tháng 7, 9 và 11, Hakuhō tiếp tục giành ngôi vô địch, nâng tổng số lần vô địch mùa giải của anh lên 9 lần.
- Năm 2009: mùa giải tháng 3 tại Osaka và tháng 7 tại Aichi, Hakuhō đều giành ngôi vô địch.